# Pokhara
Pokhara (em nepalês: ) é a capital da Região Oeste do Nepal. Se localiza 200 quilômetros a oeste da capital do país, Catmandu, à beira do lago Fewa. Também é a capital do distrito de Kaski, na zona de Gandaki.
Com 350 000 habitantes em 2009, é a terceira mais populosa cidade do Nepal.